# Malawi aux Jeux paralympiques d'été de 2016
Le Malawi participe  pour la première fois aux Jeux paralympiques à l'occasion des Jeux d'été de 2016 à Rio de Janeiro, du 7 au 18 septembre. Le pays est représenté par une unique athlète, en athlétisme, et ne remporte pas de médaille.
Le pays devait participer aux Jeux d'été de 2012 à Londres, avec deux sprinteurs malvoyants, mais avait annulé sa participation le jour même de la cérémonie d'ouverture, faute de financement.

## Athlètes engagés

### Athlétisme
Taonere Banda participe à l'épreuve du 1 500 mètres femmes, dans la catégorie T12-T13 pour athlètes malvoyantes mais pas totalement aveugles. Elle-même classée T13 et courant sans guide, elle est disqualifiée lors de sa première course, et donc éliminée.
| Athlète       | Épreuve                | 1er tour     | 1er tour     | Finale | Finale |
| Athlète       | Épreuve                | Temps        | Rang         | Temps  | Rang   |
| ------------- | ---------------------- | ------------ | ------------ | ------ | ------ |
| Taonere Banda | 1 500 m T12-T13 femmes | disqualifiée | disqualifiée | n/a    | n/a    |